# CS Visé
Der Cercle Sportif Visé war ein belgischer Fußballverein aus Visé. Der Verein spielte in der Zweiten Division, der zweithöchsten belgischen Spielklasse. Am 28. Oktober 2014 wurde der Verein für bankrott erklärt.

## Trainer
- Marc Grosjean (2011)

## Spieler
- Axel Witsel (1997–1999)
- Ioannis Masmanidis (2012–2014)
- Jonathan Benteke (2013–2014)